# Böklund
Böklund (dänisch: Bøglund) ist eine Gemeinde im Kreis Schleswig-Flensburg in Schleswig-Holstein.

## Geographie

### Geographische Lage
Das Gemeindegebiet von Böklund erstreckt sich im Süden der naturräumlichen Haupteinheit Angeln (Nr. 700) auf der gleichnamigen Halbinsel.

### Gemeindegliederung
Böklundfeld, Dennholm, Kattbek (Katbæk), Lindeberg (Lindebjerg), Norderfahrenstedt (Nørre Farensted) und Reesbrück (Risbrig) liegen im Gemeindegebiet.

## Geschichte
Bei landwirtschaftlichen Arbeiten auf den Feldern rund um Böklund wurden immer wieder archäologisch wertvolle Funde aus der Stein- und Eisenzeit zu Tage gefördert. Hierbei handelte es sich um Wikingerskelette, Perlen, Krüge, Urnen, aber auch Steinspeerspitzen.
Der vom Dänischen abgeleitete Ortsname bedeutet „Buchengehölz, Buchenwald“. Der Ort wurde zwischen 1445 und 1450 erstmals erwähnt, ist aber älter. Die Kirche wurde Anfang des 13. Jahrhunderts erbaut. Am Schnittpunkt der Straßen von Eckernförde nach Flensburg sowie von Schleswig nach Satrup gelegen, entwickelte sich Böklund seit dem Anfang des 20. Jahrhunderts, als es mit den beiden letztgenannten Orten durch die Schleswiger Kreisbahn verbunden wurde, zum größten Ort im südwestlichen Angeln.

## Politik

### Gemeindevertretung
Bei der Kommunalwahl am 14. Mai 2023 wurden insgesamt dreizehn Sitze vergeben. Die CDU erhielt fünf Sitze und der SSW und die Freie Wählergemeinschaft Böklund je vier Sitze.

### Bürgermeister
Die Gemeindevertretung wählte Jürgen Steffensen zum Bürgermeister.

### Verwaltung
Böklund ist Verwaltungssitz vom Amt Südangeln.

### Wappen
Blasonierung: „Von Blau und Gold schräglinks geteilt. Oben ein rot bewehrter, schreitender goldener Löwe, unten eine bewurzelte grüne Buche mit Früchten.“
Der Aufbau des Wappens der Gemeinde Böklund lehnt sich an das Wappen des Kreises Schleswig-Flensburg an, von dem es auch die Figur des goldenen Schleswigschen Löwen in Blau übernommen hat. Die Verwendung des Zeichens der übergeordneten Gebietskörperschaft will andeuten, dass die zentral-örtliche Funktion der Gemeinde über den nur lokalen Aufgabenbereich hinausweist. Die Buche im unteren Teil des Wappens nimmt Bezug auf den Gemeindenamen (Böklund = Buchenhain), der seinerseits belegt, dass in alter Zeit umfangreiche Buchenwälder im Gemeindegebiet vorhanden gewesen sein müssen.

## Wirtschaft und Infrastruktur

### Ansässige Unternehmen
Im Ort befindet sich der Fleischverarbeiter Böklunder Fleischwarenfabrik. Mit über 600 Beschäftigten ist dieses Unternehmen einer der wichtigsten Arbeitgeber des Kreises. Auch deren Muttergesellschaft, die zur Mühlen ApS & Co. KG, ist dort ansässig. Begonnen hat es 1912, als August Peter Christoffersen eine Schweinemästerei aufbaute und ab 1917 expandierte, weil er Großaufträge von der Marine bekam. 1924 kam der Butterversand hinzu und ab 1925 der Fleischversand. 1934 wurde die Konservenfabrik gegründet. Christoffersen entwickelte die erste automatisierte Verpackung von Würstchen und gilt als der Erfinder der Wurst im Glas. 1970 übernahm das Unternehmen Plumrose und so hieß der Betrieb lange Zeit Böklunder Plumrose. 1998 folgte die Zur Mühlen Gruppe, welche heute zur Tönnies Holding gehört.

### Wirtschaftsstruktur
Böklund nimmt in der Raumplanung des Landes Schleswig-Holstein den Rang eines ländlichen Zentralsorts ein. Am Ort sind Betriebe zur Befriedigung des täglichen Bedarfs vorhanden.

### Bildungseinrichtungen
Böklund ist Heimat der „Auenwaldschule“. Sie vereint Grund- und Gemeinschaftsschule.

### Verkehr
Durch das Gemeindegebiet verlaufen die schleswig-holsteinischen Landesstraßen 22, 28 und 267.

## Kultur und Sehenswürdigkeiten
In der Liste der Kulturdenkmale in Böklund stehen die in der Denkmalliste des Landes Schleswig-Holstein eingetragenen Kulturdenkmale.

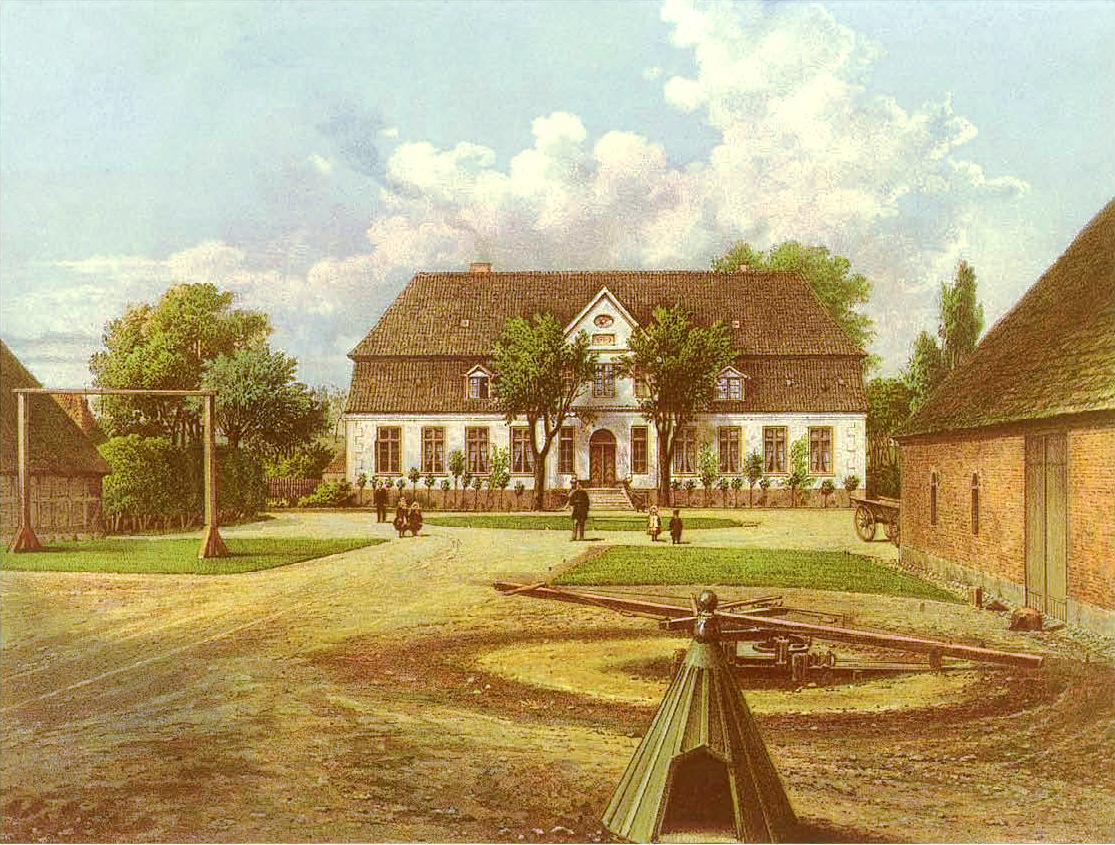
Gut Fahrenstedt um 1860, Sammlung Alexander Duncker

Gut Fahrenstedt wurde im 16. Jahrhundert erstmals erwähnt und war 1507 im Besitz von Hardesvogt Clement Erichsen. Bis Ende des 16. Jahrhunderts blieb es im Besitz der Familie Clementsen (bzw. Erichsen), die sich auch um die Innenausstattung der Kirche zu Fahrenstedt verdient gemacht hatte. Das Herrenhaus wurde schon 1723 auf den Fundamenten eines vorhergehenden Gebäudes erbaut. Gut Fahrenstedt, bis 1764 ein Kanzleigut wurde 1766 ein adliges Gut im Eigentum von Baron Fr. Carl von Gersdorff, der es 1789 zum Fideicommiss für seine Familie gemacht hatte. Nach dem Ersten Weltkrieg wurde das Gut zunächst verpachtet und kurz darauf an einen örtlichen Meiereibesitzer verkauft. In den 1950er Jahren wechselte es noch einmal den Besitzer und wurde neben der Landwirtschaft als Zuchtbetrieb für Holsteiner Pferde genutzt. 1995 wurden die zugehörigen landwirtschaftlichen Flächen an das Land Schleswig-Holstein veräußert und zum Gehege Fahrenstedthof aufgeforstet. 2020 ging der Gutshof auf die heutigen Eigentümer über und wird als Reitanlage genutzt. Das Herrenhaus und das Torhaus von Gut Fahrenstedt sind denkmalgeschützte Bauwerke, im Torhaus befinden sich Ferienwohnungen.

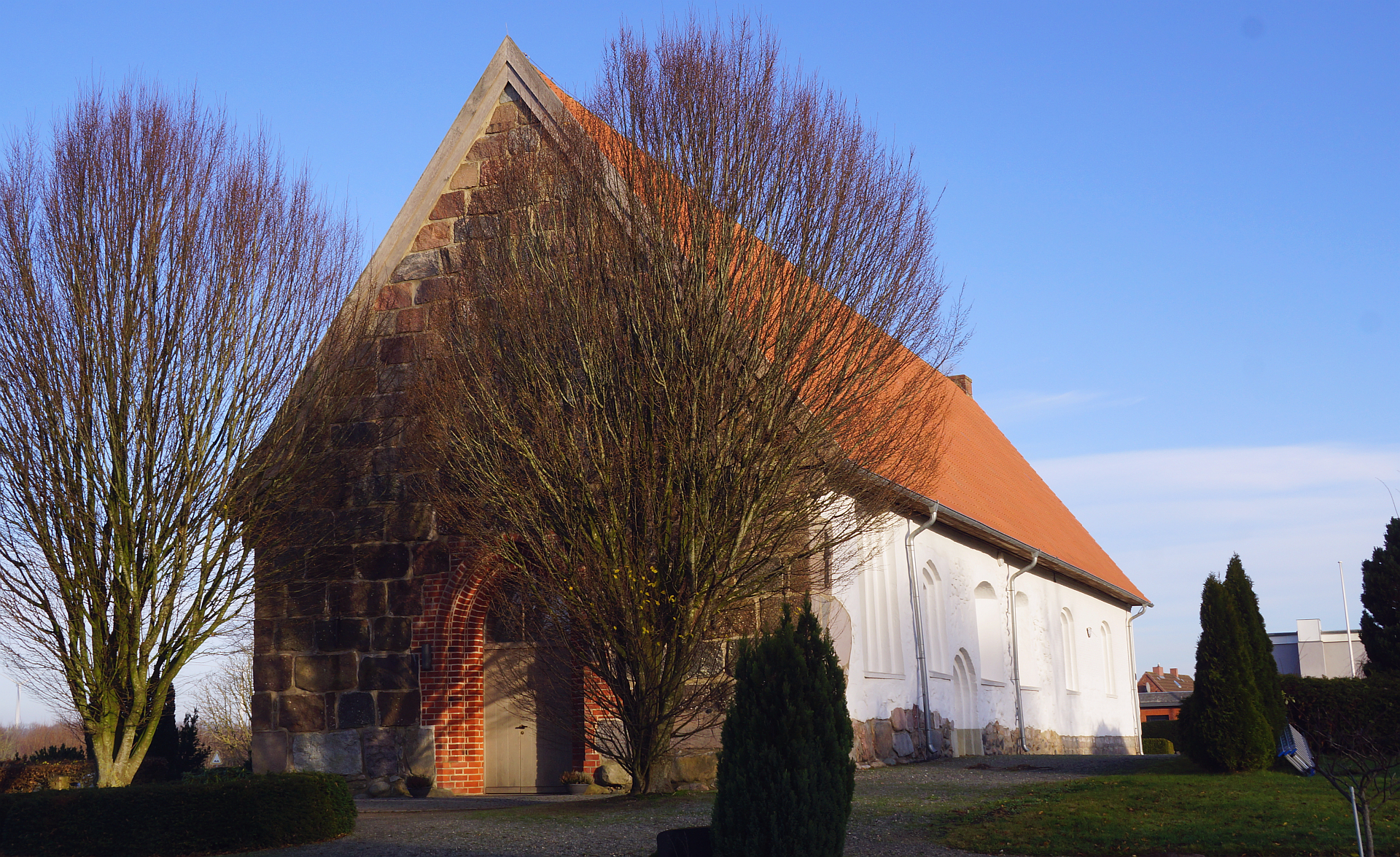
Feldsteinkirche (Südwestseite) mit Fassade aus Natursteinquadern und Backsteinportal (2018)

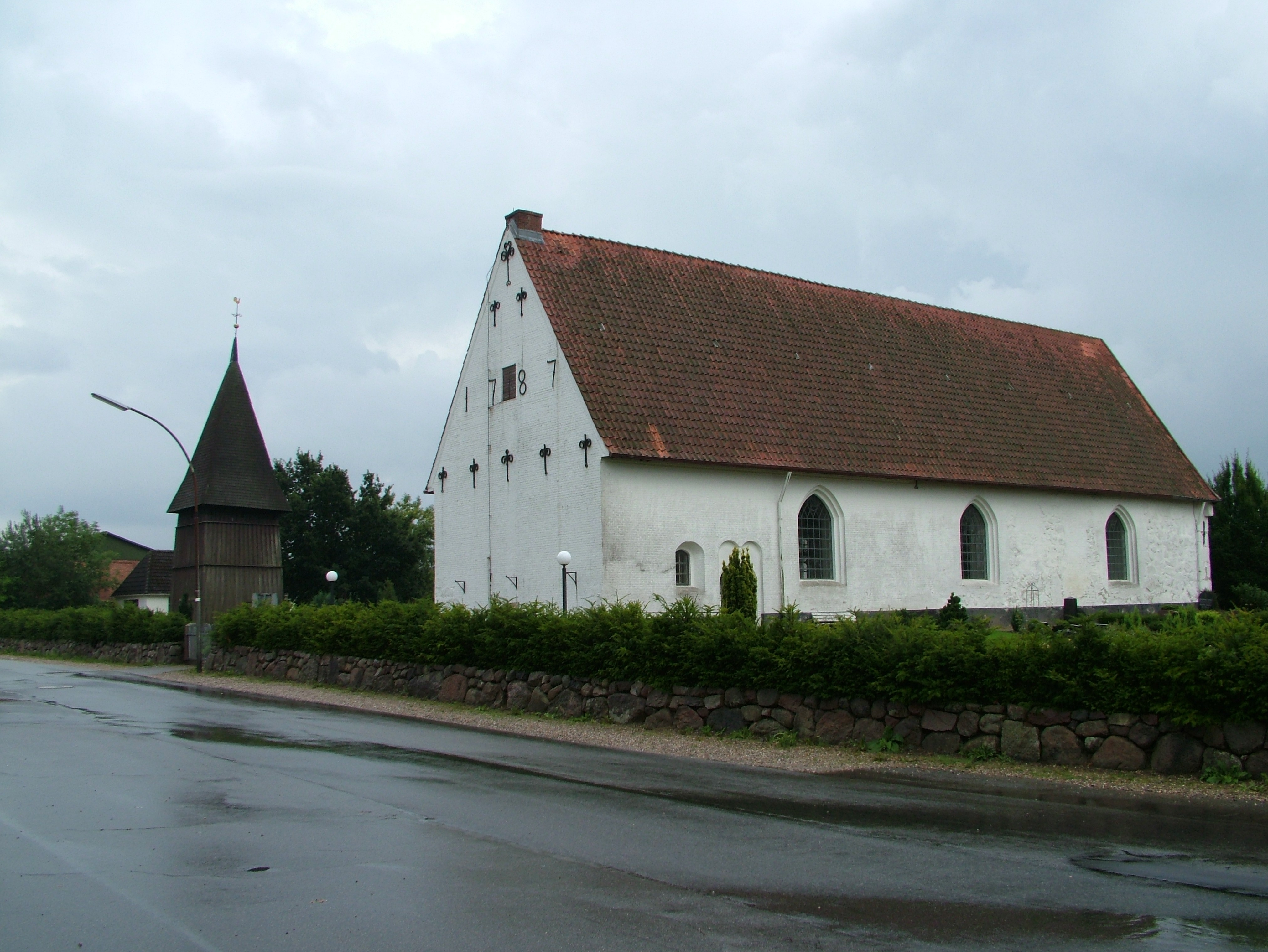
Die Kirche mit der Nordostansicht (2006)

Die für Böklund heute zuständige und ebenfalls unter Denkmalschutz stehende Kirche geht in ihrer Entstehung auf das 13. Jahrhundert zurück. Als früherer Kirchenname war in der Dorfchronik eine „Kirche zu Fahrenstedt“ erwähnt.

### Vereine
Der TSV Böklund ist ein Breitensportverein mit Sportmöglichkeiten in verschiedenen Sparten.